# Byrasandra, Kolar
Byrasandra là một làng thuộc tehsil Kolar, huyện Kolar, bang Karnataka, Ấn Độ.